# Aileen Armitage
Aileen Armitage (geb. 1930 in Bedfordshire) ist eine britische Schriftstellerin.

## Leben
Aileen Armitage wuchs in Huddersfield, Yorkshire, auf, in dessen Umgebung ihre Familie väterlicherseits seit über 400 Jahren ansässig war. Der Familienstammsitz lag in Lindley Moor nahe Huddersfield. Ihrem Großvater gehörte in dieser Umgebung eine Mühle. Nach dem Deutschstudium an der Universität von Hull wurde sie Lehrerin, musste den Beruf aber aufgrund nachlassender Sehkraft aufgeben. Nach einer Scheidung allein mit vier kleinen Kindern, begann sie nachts mithilfe eines besonders dicken Filzstifts (Textmarkers) zu schreiben; anfangs Artikel für Magazine und Kurzgeschichten. Ihr erster Roman wurde gleich von einem Verlag angenommen, viele weitere folgten; z. T. in Form einer Saga, die sich über die Jahrhunderte spannt; diese war angeregt durch ihre eigene Familiengeschichte. Sie schreibt unter den Namen Ruth Fabian, Erica Lindley, Aileen Quigley und Aileen Armitage.
Im Jahre 1988 wurde die mittlerweile nahezu blinde Schriftstellerin zur UK Woman of the Year gewählt. Am 21. November 2002 wurden sie und ihr zweiter Ehemann Deric Longden, ebenfalls Schriftsteller, mit der Ehrendoktorwürde der Universität von Huddersfield ausgezeichnet.

## Werke
- A Scent of Violets, 1973
- The Brackenroyd Inheritance, 1976
- The Devil in Crystal, 1979
- Harvest of Destiny, 1985, c1979
- Shadow of Dungeon Wood, 1972
- A Devil in Holy Orders, 1973
- Bloodstone, 1972
- Child of Fire, 1971
- Court Cadenza, 1974
- Empress to the Eagle, 1975
- King Bastard. The Story of William the Conqueror. 1973
- King’s Pawn, 1971
- Rose Bocade, 1972
- The Seamstress, 1999
- A Theft of Honour, 2000, c1972
- To Catch and Conquer, 2001
- A Passionate Cause, 2000
- Willerby Manor, 2002
- Mallory Keep, 1998
- Flames of Fortune, 2002
- Annabella, 1996
- Cambermere, 1996, c1995
- Cedar Street, 1995
- Chapter of Echoes, 1989
- Chapter of Innocence, 1988
- Chapter of Shadows, 1990
- Conflict of Interest, 2005
- The Dark Arches, 1996
- A Dark Moon Raging, 1982
- A Double Sacrifice, 2001
- Touchstone
- Hawkrise, 1988
- Hawksmoore, 1981
- Hunter’s Moon, 1984
- Jacob’s Well, 1981
- Jason’s Dominion, 1997
- The Jericho Years, 1994
- A Midnight Smile, 1993
- Pipistrelle, 1982
- The Radley Curse, 1975
- The Tudor Sisters, 2005
- A Winter Serpent,